# Diamonds Are Forever (Lied)
Diamonds Are Forever ist ein Lied, das 1971 von John Barry und Don Black geschrieben wurde. In der von Shirley Bassey gesungenen Version wurde das Lied als Titelmelodie des James-Bond-Films Diamantenfieber verwendet. Bassey nahm das Lied auch in italienischer Sprache unter dem Titel Vivo Di Diamanti auf. Es war das zweite von insgesamt drei Liedern, die Bassey neben den Titelliedern für Goldfinger und Moonraker für Bondfilme aufnahm.
Das Lied wurde mehrfach gecovert, unter anderem von David McAlmont, Arctic Monkeys, Arielle Dombasle und von Kanye West (unter dem Titel Diamonds from Sierra Leone). Tanja Berg nahm eine, von Jack White bearbeitete, deutschsprachige Version unter dem Titel Diamanten sind für immer auf.